# Felice Gremo
Felice Gremo, né le 23 décembre 1901 à Turin et mort le 6 février 1994 à Santena, est un coureur cycliste italien de l'entre-deux-guerres. 

## Biographie
Professionnel de 1927 à 1934, Felice Gremo a notamment remporté Milan-Modène. Son frère Angelo et son neveu Natale Gremo ont également été coureurs professionnels.

## Palmarès
- 1926
  - Giro del Sestriere
  - 3e du championnat d'Italie sur route amateurs
- 1927
  - Grand Prix de la Victoire
  - 2e du Grand Prix de Grasse
- 1928
  - Tour de la province de Reggio de Calabre
- 1929
  - Tour de la province de Reggio de Calabre
  - Milan-Modène
  - 3e étape du Tour de Campanie
  - Grand Prix de la Victoire
  - Coppa Val Maira
  - Giro del Sestriere
  - 2e du Tour de Campanie
  - 2e du Grand Prix de Cannes
  - 3e du Tour d'Émilie
  - 3e de la Coppa Bernocchi
  - 4e du Tour de Lombardie
- 1930
  - 3e du Grand Prix de Nice
  - 7e du Tour d'Italie
- 1931
  - Grand Prix de Nice
  - 3e de Nice-Mont Agel
  - 9e du Tour d'Italie
- 1932
  - Trophée Colimet-La Turbie
  - 9e du Tour d'Italie
- 1933
  - 8e étape du Tour de Catalogne
  - 5e du Tour de Catalogne
  - 5e du Tour de Suisse

## Résultats sur les grands tours

### Tour de France
2 participations 
- 1930 : abandon (7e étape)
- 1931 : abandon (22e étape)

### Tour d'Italie
- 1929 : 12e
- 1930 : 7e
- 1931 : 9e
- 1932 : 9e
- 1933 : 15e